# James Norman Hall
James Norman Hall (ur. 22 kwietnia 1887, zm. 5 lipca 1951) – amerykański pisarz. Uczestnik I wojny światowej.

## Biografia
Hall urodził się w 1887 roku w Colfax w stanie Iowa (USA). Ukończył Grinnell College w 1910 roku. Napisana przez niego piosenka „Sons of Old Grinnell”, stała się częścią śpiewnika uczelni. Później studiował na Uniwersytecie Harvarda.
W 1914 roku rozpoczęła się I wojna światowa. Hall, który przebywał wówczas na wakacjach w Wielkiej Brytanii, zaciągnął się na ochotnika do brytyjskiej armii udając Kanadyjczyka.  Służył w Królewskich Fizylierach jako strzelec maszynowy. Brał udział w bitwie pod Loos. Po odkryciu jego prawdziwej narodowości został zwolniony z wojska i powrócił do USA. W tym okresie opublikował swoją pierwszą książkę Kitchener's Mob, w której opisywał swoje wojenne doświadczenia. Wtedy podjął też współpracę z magazynem, The Atlantic Monthly. Na zlecenie magazynu powrócił do ogarniętej wojną Europy, gdzie miał napisać serie opowiadań o grupie amerykańskich ochotników służących we francuskim dywizjonie lotniczym Escadrille Lafayette. Po zawarciu znajomości z lotnikami sam zaciągnął się jednak do tej formacji. Podczas służby był wielokrotnie odznaczany.
W 1917 roku Stany Zjednoczone przystąpiły do wojny. Hall został kapitanem Sił powietrzny USA. Po zestrzeleniu nad liniami wroga 7 maja 1918 r. Hall spędził ostatnie miesiące wojny jako niemiecki jeniec wojenny. Po uwolnieniu został odznaczony francuską Legią Honorową i amerykańskim Krzyżem za Wybitną Służbę.
Po wojnie Hall osiedlił się na wyspie Tahiti. Tam wraz z ponznaym w czasie wojny przyjacielem Charlesem Nordhoffem napisał wiele udanych powieści przygodowych. W 1940 roku Hall opublikował tomik wierszy zatytułowany Oh Millersville! pod pseudonimem Fern Gravel. Autorka miała być rzekomo 10-letną dziewczynką. Książka została dobrze przyjęta przez krytyków, a mistyfikacja została ujawniona dopiero w 1946 roku, 
Prywatnie jego żoną była Polinezyjka Sarah (Lala) Winchester. Pobrali się w 1925 roku. Mieli dwoje dzieci: nagrodzonego Oscarem operatora Conrada Halla (1926–2003) i Nancy Hall-Rutgers (ur. 1930).

## Publikacje wybrane

### Trylogia o Bounty (pisana wspólnie zCharlesem Nordhoffem)
- Mutiny on the Bounty (1932)
- Men Against the Sea (1934)
- Pitcairn's Island (1934)
- The Bounty Trilogy  (1940)

### Inne publikacje
- Kitchener's Mob: The Adventures of an American in the British Army (1916)
- High Adventure: A Narrative of Air Fighting in France (1918)
- Faery Lands of the South Seas (z Charlesem Nordhoffem) (1920)
- Mid-Pacific (1928)
- Falcons of France (z Charlesem Nordhoffem) (1929)
- The Friends (1939)
- Doctor Dogbody's Leg (1940)
- Under a Thatched Roof (esej) (1942)
- Lost Island (1944)
- The Far Lands (1950)
- My Island Home: An Autobiography (1952)